# Eli Jean Erian
Eli Jean Erian (in arabo إيلي جان إريان‎?; Alessandria d'Egitto, 29 maggio 1934) è un ex cestista egiziano.
Viene talvolta indicato come Eli Jean Araman.

## Carriera
Con l'Egitto ha disputato i Campionati mondiali del 1959.